# Cuevas de San Clemente
Cuevas de San Clemente ist ein Ort und eine nordspanische Landgemeinde (municipio) mit 45 Einwohnern (Stand: 2024) im Zentrum der Provinz Burgos in der Autonomen Gemeinschaft Kastilien-León.

## Lage und Klima
Cuevas de San Clemente liegt in der kastilischen Hochebene (meseta) gut 29 km (Fahrtstrecke) südsüdöstlich von Burgos in einer Höhe von ca. 1035 m. 

## Bevölkerungsentwicklung
| Jahr      | 1970 | 1981 | 1991 | 2001 | 2011 | 2021 |
| Einwohner | 242  | 104  | 72   | 67   | 54   | 42   |

## Sehenswürdigkeiten
- Michaeliskirche (Iglesia de San Miguel) aus dem 12. Jahrhundert
- Rathaus

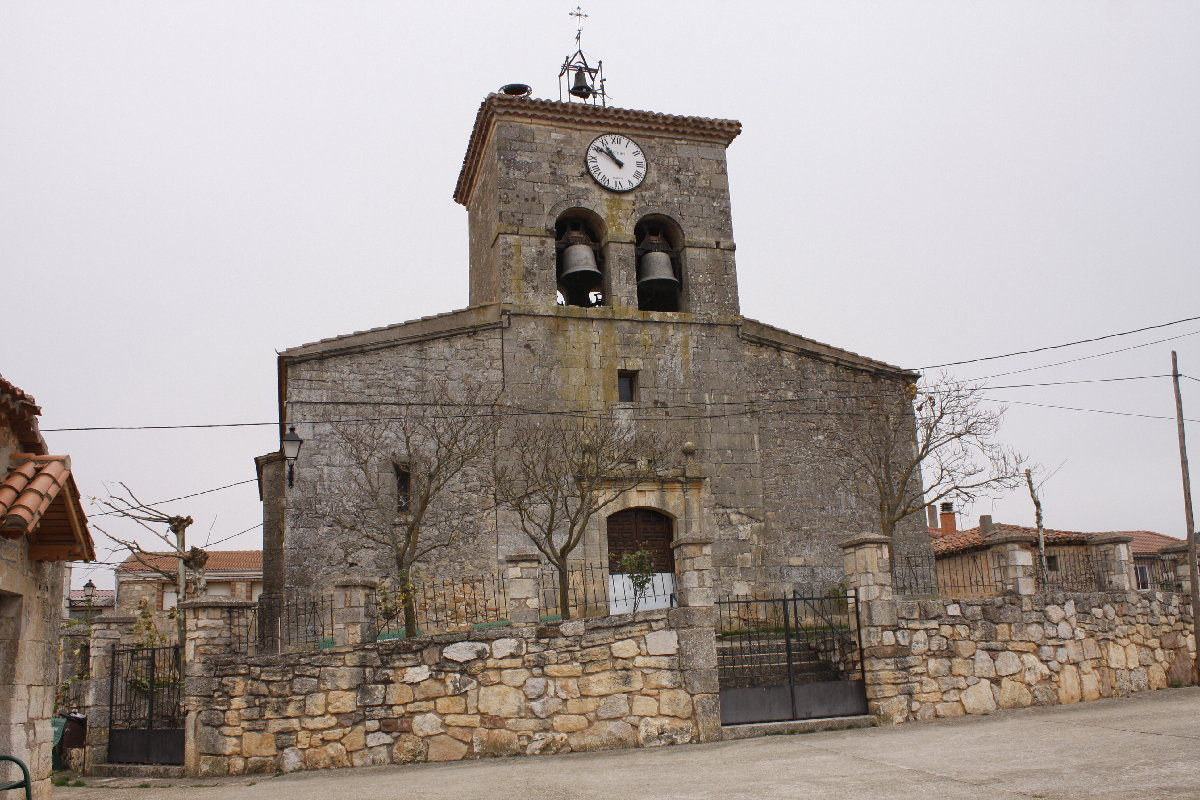
Michaeliskirche
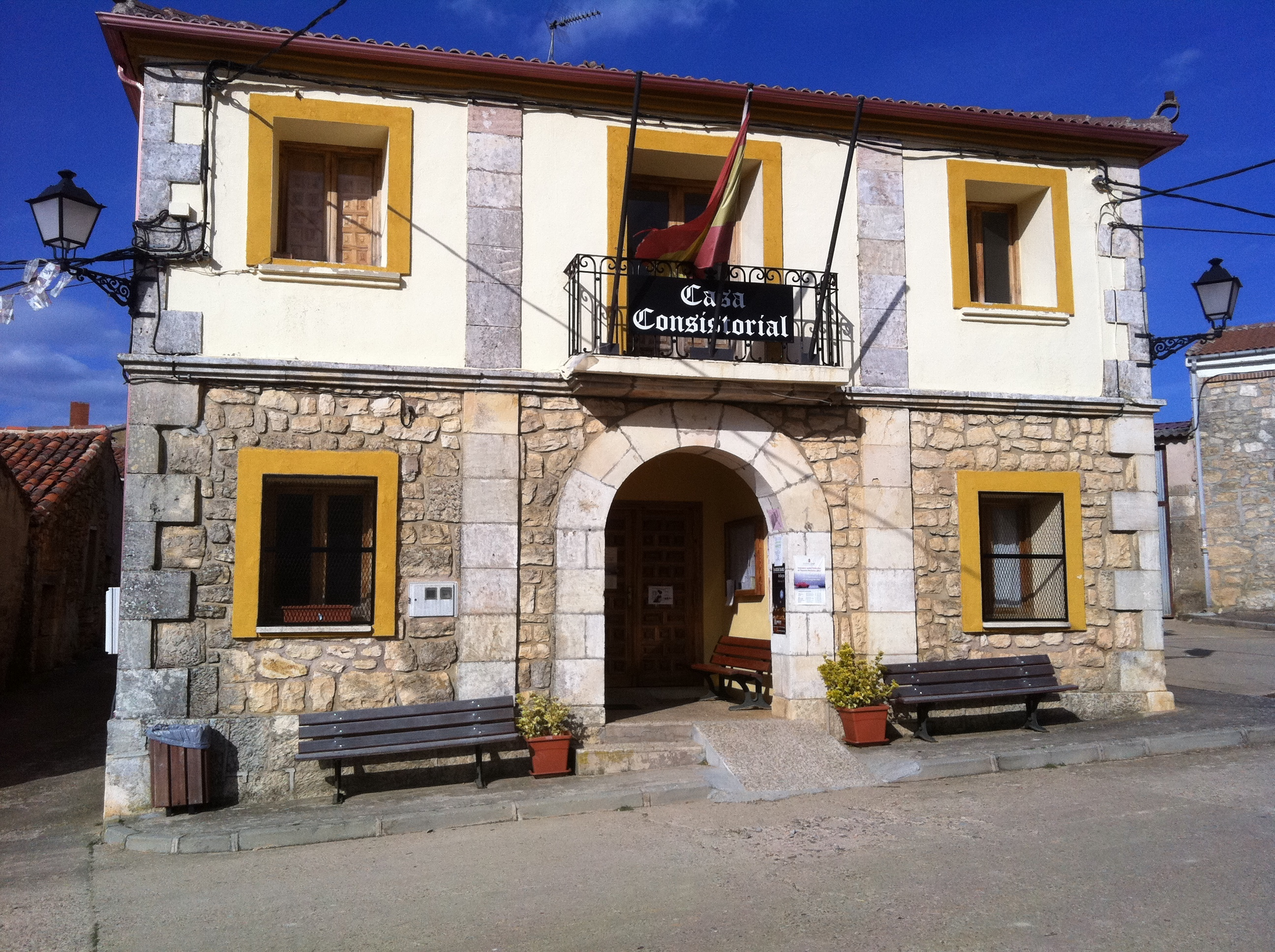
Rathaus